# Fredonia (thị trấn), Wisconsin
Fredonia là một thị trấn thuộc quận Ozaukee, tiểu bang Wisconsin, Hoa Kỳ. Năm 2010, dân số của thị trấn này là 2.122 người.